# Fanny Rinne
Fanny Rinne (Mannheim, 15 april 1980) is een Duitse hockeyspeelster. 
Tot en met het seizoen 2005-2006 speelde Rinne in de hoogste Duitse competitie voor TSV Mannheim. 
Aan het begin van het seizoen 2006-2007 is zij overgestapt naar de op dat moment Duitse kampioen Berliner HC.
Al na één seizoen vertrok zij daar weer: bij het begin van het seizoen 2007-2008 speelde zij voor de Nederlandse club HDM. In juli 2008 tekende Rinne bij HDM bij voor nog een seizoen, waarmee HDM de grote concurrent HC Klein Zwitserland, dat Rinne graag had willen vastleggen, te snel af was.
Rinne is de spelverdeelster van het nationale Duitse team, waarmee zij in 2004 olympisch goud heeft gewonnen in Athene. 
Tevens heeft zij in 2007 met Berliner HC de Europacup gewonnen, na reeds in 1999 en 2005 zilver te hebben vergaard en in 2003 brons. Verder is zij met zaalhockey wereld- en europees kampioen.
Voorafgaand aan de Olympische Spelen van 2004 in Athene zorgde Rinne voor enige ophef door zich tezamen met een aantal collega-sportsters "beschaafd naakt" voor het tijdschrift Playboy te laten fotograferen, dit - naar haar eigen zeggen - om het hockeyen meer in het openbaar te brengen.
In december 2007 werd Rinne door de internationale hockeyfederatie FIH genomineerd voor de titel "Speelster van het Jaar". 

## Erelijst
- 1998 –  Europees kampioenschap U21 in Belfast
- 1999 –  Champions Trophy in Brisbane
- 1999 –  Europees kampioenschap in Keulen
- 2000 –  Champions Trophy in Amstelveen
- 2000 –  Olympisch kwalificatietoernooi in Milton Keynes
- 2000 – 7e Olympische Spelen in Sydney
- 2001 – 7e Wereldkampioenschap U21 in Buenos Aires
- 2002 –  EK zaalhockey in Les Ponts de Cé
- 2002 – 7e WK hockey in Perth
- 2003 –  WK zaalhockey in Leipzig
- 2003 –  Champions Challenge in Catania
- 2003 –  Europees kampioenschap in Barcelona
- 2000 – 4e Olympisch kwalificatietoernooi in Auckland
- 2004 –  Olympische Spelen in Athene
- 2004 –  Champions Trophy in Rosario
- 2005 –  Europees kampioenschap in Dublin
- 2006 –  Champions Trophy in Amstelveen
- 2006 – 8e WK hockey in Madrid
- 2007 –  Champions Trophy in Quilmes
- 2007 –  Europees kampioenschap in Manchester
- 2008 –  Champions Trophy in Mönchengladbach
- 2008 – 4e Olympische Spelen in Peking
- 2009 – 4e Champions Trophy in Sydney
- 2009 –  Europees kampioenschap in Amstelveen
- 2010 – 4e WK hockey in Rosario
- 2011 –  WK zaalhockey in Poznan
- 2011 –  Europees kampioenschap in Mönchengladbach
- 2012 – 4e Champions Trophy in Rosario
- 2012 – 7e Olympische Spelen in Londen